# Brico (Baambrugge)
Brico was een Nederlands constructiebedrijf dat gevestigd was in Baambrugge en in 1954 een door M. van der Roer ontworpen scooter presenteerde. 
Deze Brico-scooter zou naar keuze met een 100-, 125- of 150 cc ILO-motor geleverd kunnen worden, maar het bleef bij slechts één exemplaar.